# أبو العلاء المعري أو متاهات القول
أبو العلاء المعري أو متاهات القول كتاب نُشر عام 2000 عن دار تبقال للنشر، لمؤلفه عبد الفتاح كيليطو يقدم فيه قراءة تأويلية سردية للتراث العربي بغية إحياء الحكايات الهامشية وتحريكها في وعينا المعاصر. يصدر الكتاب في خضم تكريم عالمي إذ نال كيليطو جائزة الملك فيصل العالمية لعام 2023 عن مجمل أعماله في السرد العربي القديم والنظريات الأدبية الحديثة، مما يدل على اعتراف دولي بأهمية مشروعه النقدي. تعتمد المقدمة على مفهوم "الارتياب" الذي يمزج بين الشك والتأمل، مستندًا إلى مواقف متلقّين شككوا يومًا في وجود شخصيات مثل الجاحظ والمعري، ليؤكد بذلك أن العملية القرائية نفسها جسر بين التاريخ والخيال.

## 2. المحاور الرئيسية للكتاب
يتوزع المشروع التأويلي في سبعة فصول رئيسية تحمل عناوين سردية: "الفستق"، "منامات أبي العلاء"، "جنون الشك"، "ربّان الحداثة"، "بين الجهر والسر"، "روايات"، و"الكلب الأعمى". في "الفستق"، يعالج كيليطو هدية المعري للفستق الرديء المعروف باسم "غيظ الجيران"، مستخلصًا منها نقدًا لمنطق الهبة والتبادل الاجتماعي ورفضًا لأي التزام بالرد. ثم ينتقل في "منامات أبي العلاء" لتحليل رموز الأحلام باعتبارها فضاء للتمرد الداخلي على النصوص السائدة، قبل أن يتوسع في "جنون الشك" باعتباره فعلًا فلسفيًا وسرديًا يعيد قراءة الثوابت. يبرز "ربّان الحداثة" جرأة المعري في تحدي تقاليد التراث، حيث يصبح الكاتب مرشدًا في رحلة عبور بين القديم والحديث، ثم يتناول "بين الجهر والسر" أسلوب الكتابة البينية التي تنتج معاني خفية بين السطور. أما "روايات" فيركز على تقنية السرديات الصغرى (micro-narratives) لتحويل جزئيات الحكايات إلى مفتاح لفهم رؤية المعري، ويختتم كيليطو رحلته بفصل "الكلب الأعمى" الذي يعكس الصراع بين العمى الخارجي وحاسة البصيرة الداخلية.

## 3. المنهجية والأسلوب النقدي
يمتاز كيليطو بتفادي إطلاق تسمية "منهج" جامد على قراءته، وبدلًا من ذلك يعرّفها "مسارًا تأويليًا حرًا" يَخترق نص المعري بنظرة سردية وتفكيكية معًا. يجمع بين أدوات البنيوية التي تهدف إلى تحليل البنية الداخلية للنص، وتقنيات التفكيك التي تكشف التوترات والتناقضات، مع تمكين القارئ من استكمال الفجوات النصية. تسهم هذه المقاربة في جعل الكتاب نصًا أدبيًا بحد ذاته، إذ تضفي على اللغة طابعًا قصصيًا وتمنح الفصول طاقة درامية ترتبط بالتناص مع الحكايات الشعبية والجنائزية على حد سواء.

## 4. الاستقبال والتأثير
لاقى الكتاب إشادة من النقاد الذين رأوا فيه نفحة جديدة في قراءة التراث، فقد أشاد رشيد يحياوي بإعادة التأكيد على دور التناص والتأويل في فهم النصوص الكلاسيكية, بينما وصفه علي بنعيسى بأنه نموذج للتخييل النقدي المبتكر. وفي المقابل، انتقد هشام البستاني قلة التوثيق والتحقيق في بعض الفصول واعتبر ذلك قصورًا يعيق الجهد الأكاديمي الدقيق. على صعيد التأثير، أصبح الكتاب مرجعًا يجذب القارئ الحديث إلى عوالم التراث، وحفز بحثًا أكاديميًا حول ضرورة دمج القراءة السردية مع منهجيات النقد التقليدية.

## وصلات خارجية
- جائزة الملك فيصل العالمية
- دار توبقال للتراث والنشر
- موقع الآداب